# Abdulahad Shabo
Abdulahad Shabo, född 8 mars 1951, eller Hans Eminens Mor Julius Abdulahad Gallo Shabo, var ärkebiskop för Syrisk-ortodoxa ärkestiftet i Sverige.
Abdulahad Shabo ledde det Syrisk-ortodoxa ärkestiftet i Skandinavien, vars domkyrka är Sankt Jacob av Nsibin syrisk-ortodoxa katedral i Södertälje fram till årsskiftet 2022/2023.